# Farol
Um farol ou faro é uma estrutura elevada, habitualmente uma torre, equipada com um potente aparelho ótico dotado de fontes de luz e espelhos refletores, cujo facho é visível a longas distâncias.
São instalados junto ao mar, na costa ou em ilhas próximas, tendo o objetivo de orientar os navios durante a noite.

## História

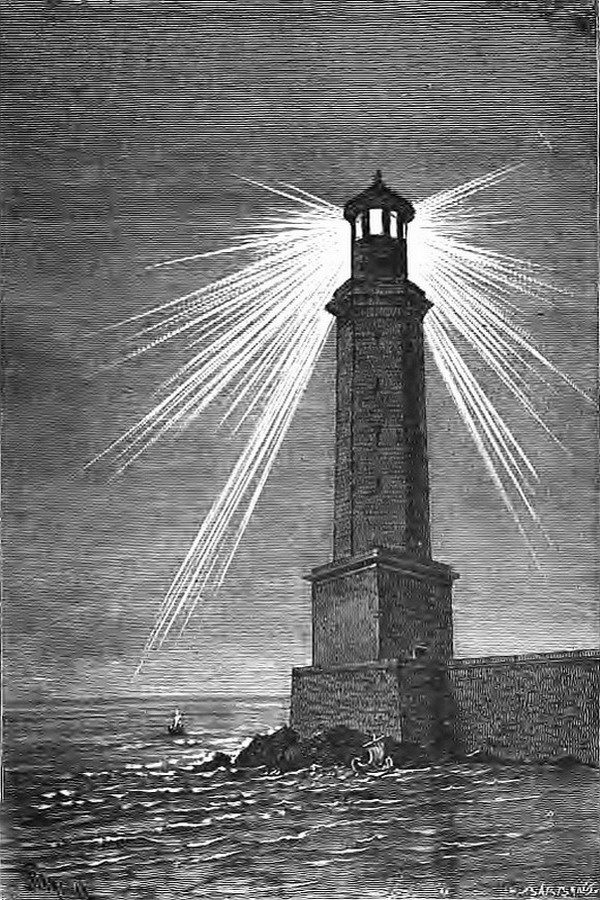
Farol de Alexandria.

Utilizados desde a Antiguidade, quando eram acesas fogueiras ou grandes luzes de azeite (de oliveira ou de óleo de baleia), os faróis foram concebidos para avisar os navegadores que se estavam a aproximar da terra, ou de porções de terra que irrompam pelo mar adentro.
As fontes de alimentação da luz foram melhorando, tendo sido o azeite substituído pelo petróleo e pelo gás, e posteriormente pela electricidade. Paralelamente, foram inventados vários aparelhos óticos, que conjugavam espelhos, refletores e lentes, montados em mecanismos de rotação, não só para melhorar o alcance da luz, como para proporcionar os períodos de luz e obscuridade, que permitiam distinguir um farol de outro.
Historicamente, este tipo de construções ganhou características temporais e sociais, sendo dotados de características distintas de zonas para zonas.

O primeiro farol de que se tem registro é o farol de Alexandria, construído em 280 a.C. na ilha de Faros. Os antigos romanos também construíram diversos faróis ao longo do Mar Mediterrâneo, Mar Negro e até o Oceano Atlântico. Mas, com a queda do Império Romano do Ocidente, o comércio marítimo diminuiu e os faróis romanos desapareceram. Somente no século XI os faróis passariam a renascer na Europa Ocidental e, com a expansão marítima das grandes navegações, para o novo mundo. Um dos faróis dessa nova era dos faróis era a Lanterna de Gênova, cujo faroleiro era Antônio Colombo, tio do navegador Cristóvão Colombo por volta de 1450.

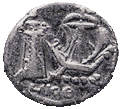
O farol em Faros, perto de Alexandria, em uma moeda romana.

Atualmente são construções de alvenaria que incluem para além da torre (geralmente redonda para minimizar o impacto do vento na estrutura), a habitação do faroleiro, armazéns, casa do gerador de emergência, a "casa da ronca" (onde estão instalados os dispositivos de aviso sonoro que são utilizados em dias de nevoeiro).
Frequentemente associado aos faróis e aos faroleiros surge um outro personagem: os afundadores. Este termo designa aqueles que criavam falsos faróis com o intuito de atrair os navios para zonas perigosas, causando o seu afundamento, para posteriormente saquearem os destroços. Em Portugal esta prática nunca assumiu a dimensão que teve no norte da Europa, pois ao contrário do que aí acontecia, os salvados de um naufrágio em Portugal pertenciam à Coroa e não a quem os recuperasse.

## Origem do termo
O termo farol deriva da palavra grega Faros, nome da ilha próxima à cidade de Alexandria onde, no ano 280 a.C., foi erigido o farol de Alexandria — uma das sete maravilhas do mundo antigo. Faros deu origem a esta denominação em várias línguas românicas; como em francês (phare), em espanhol e em italiano (faro) e em romeno (far).
|          |                     |                  |                                                |              |
| Desenho. | Farol de guindaste. | Escada interior. | Lente de Fresnel do Farol de Araçagi (Brasil). | Navio farol. |

|                             |                             |                           |                                  |
| Farol de Bodie Island (EUA) | Farol de Aveiro (Portugal). | Farol de Olinda (Brasil). | Farol de Cabo Byron (Austrália). |

## Lâmpada
Nos tempos antigos, o farol era uma lâmpada a óleo ou, com menos frequência, uma lâmpada a gás. Com o tempo, a lâmpada elétrica assumiu quase completamente.

### Lâmpada a óleo
Em lâmpadas maiores, é importante para uma boa queima constante que o óleo esteja a uma certa altura no queimador. Esta condição é satisfeita na lâmpada de nível, onde a altura do óleo no queimador é regulada automaticamente. O óleo vai de um recipiente maior para o recipiente de nível — o nível — e desta parte para o queimador. A altura do óleo no queimador e o nível tornam-se constantes pelo fato de que a entrada de óleo do tanque maior só ocorre quando o óleo no tanque de nível é abaixado durante o estado normal e cortado novamente quando este foi alcançado. Para queimadores menores, geralmente são usadas lâmpadas, cujo recipiente é achatado para que o nível do óleo não varie muito durante a queima. O queimador tem de 1 a 10 pavios — de acordo com a ordem do farol — colocados um ao redor do outro para que o ar possa ter livre acesso entre os pavios. Cada pavio é ligado a um suporte de pavio, equipado com cremalheiras engatadas com engrenagens em parafusos de ajuste. A chaminé de vidro está disposta fora das mechas, que, para subir ainda mais a tiragem, é continuada em cima de um cano metálico, no qual há amortecedores para regular a tiragem. O queimador não é aparafusado, mas um tubo da borda inferior do queimador é colocado frouxamente sobre o tubo do recipiente. A vedação é fornecida por uma trava de mercúrio. Desta forma, é assegurada uma rápida mudança de queimador. Para lareiras menores colocadas em locais de difícil acesso, use lamparinas a óleo com recipiente grande e plano e pavio especialmente preparado que pode queimar por vários meses sem necessidade de supervisão.

### Lâmpadas a gás
O gás de carvão comum encontrou pouco uso em faróis maiores. A razão para isso são os grandes custos para a construção de gasodutos e para o atendimento. Apenas na Irlanda o gás de carvão tem sido usado em maior medida. A lâmpada para esses queimadores está equipada com um grande número de queimadores a gás comuns divididos em grupos; o grupo do meio ainda está queimando, enquanto os outros grupos podem ser adicionados quando o estado da atmosfera requer uma luz mais brilhante. Os queimadores de gás podem ser concebidos como "queimadores de flash" e "queimadores de queimador fixos" abrindo e fechando o gás e usando um aparelho de lente de queimador fixo. Além disso, o gás de carvão tem sido utilizado em faróis portuários com gasoduto da usina de gás da cidade. Somente com o advento do gás comprimido e da rede de incandescência a gás o gás passou a ter um uso cada vez maior na iluminação do farol. A compressibilidade permitia que o gás pudesse ser transportado em contêineres relativamente pequenos, de modo que não fosse necessário instalar usinas de gás especiais em cada farol, mas estas poderiam ser fornecidas a partir de algumas usinas maiores, de onde os recipientes de gás podem ser transportados por mar ou por terra até o local de uso. Além disso, pode-se usar a pressão do gás como uma força motriz para abrir e fechar o gás, através do qual se pode automaticamente dar personalidade aos caras, pois os períodos de luz e escuridão podem ser variados de maneiras diferentes, assim como o consumo de gás pode ser economizado e constante supervisão evitada. Além disso, o gás pode ser usado para desempenho automático de outras funções, como sinais de neblina.

### A lâmpada elétrica
A lâmpada elétrica para faróis tem sido a tendência atual, já que a eletricidade pode ser gerada por alternadores, que, juntamente com os geradores eólicos ou placas solares podem ser instaladas no edifício do farol ou construções anexas. Com instalação elétrica adequada a energia gerada é conduzida para lanterna. Devido à grande intensidade da luz de lâmpadas elétricas em relação ao tamanho da chama obtida por combustão, o aparelho de lente para um queimador elétrico pode ser consideravelmente menor do que com um queimador de óleo.

## Luz característica

### Duração
A luz emitida pelos faróis pode ser de vários tipos:
1. Fixa (F) — Luz contínua com intensidade e cor constante
2. Ocultações (Oc) — A duração da luz é maior que a duração da obscuridade
3. Isofásica (Is) — A duração da luz e da obscuridade são iguais
4. Relâmpagos (R) — A duração da luz é menor que a duração da obscuridade
5. Cintilante (Ct) — A duração da luz e da obscuridade são iguais, mas com relâmpagos muito rápidos, (mais de 50 relâmpagos/minuto)
6. Alternada (Alt) — Luz que apresenta alternadamente cores diferentes

O alcance da luz dos faróis varia de acordo com vários fatores, tais como a potencia do aparelho ótico, localização do observador, etc, pelo que é expresso de duas formas diferentes:
- Alcance luminoso — distância máxima que a luz pode ser vista em função da potência da luz do aparelho, da transparência atmosférica e da capacidade ótica do observador;
- Alcance nominal — é o alcance "oficial" do farol, aquele que vem indicado nas carta hidrográfica, Lista de Faróis e outras publicações oficiais (Expresso em milhas náuticas — nM ). É o alcance luminoso de um farol verificado num determinado momento de homogeneidade atmosférica e com visibilidade média de 10 milhas náuticas.

Para o cálculo do alcance é fundamental ter conhecimento da altura (a distância entre a base e a luz) e a altitude (a diferença entre o nível médio do mar e o plano focal da luz).

### Cor
A cor da luz dos faróis pode variar de acordo com convenções:
- Branco (br) — é a cor tradicional, mais usada, na luz dos faróis
- Encarnado (e) — o vermelho é utilizado em faróis na entrada de barras, canais, rios, portos e docas, indicando que a embarcação tem de dar bombordo à luz
- Verde (v) — o verde é utilizado em faróis na entrada de barras, canais, rios, portos e docas, indicando que a embarcação tem de dar estibordo à luz

Nota: o texto entre parêntesis é válido para as indicações em língua portuguesa

Nota: a indicação do bordo a dar é válido para a Região A (IALA A) do Sistema de Balizagem Marítima. No Brasil é adotado o sistema IALA B (em que o vermelho/encarnado mostra que a embarcação tem de dar boreste à luz e o verde mostra que a embarcação tem de dar bombordo à luz).

### Luzes de navegação
Luzes de navegação ou luzes de bordo. Um veleiro tem uma vermelha (vm) a bombordo e uma luz verde (vd) a estibordo além de uma luz branca (farol de mastro). Ao cruzarem-se fazem-no a ver a luz vermelha do outro.

## Código Internacional de Luzes

### Cor
- Amarela (Y) — Yellow
- Azul (Bu) — Blue
- Branca — (W) — White
- Laranja (Or) — Orange
- Verde (G) — Green
- Vermelha — (R) — Red
- Violeta (Vi) — Violet

### Classe da Luz
| 1. FIXA Fixed |

| 2. OCULTAÇÕES Occulting A duração total da emissão luminosa em cada período é maior do que a duração total da obscuridade e os intervalos de obscuridade (ocultações) têm habitualmente a mesma duração. |

| 3. ISOFÁSICA Isophase |

| 4. RELÂMPAGOS Flashing A duração total da emissão luminosa em cada período é menor que a duração total da obscuridade e as aparições de luz (relâmpagos) têm habitualmente a mesma duração. |

| 5. CINTILANTE Quick Os relâmpagos (cintilações) repetem-se com uma frequência compreendida entre 50 e 79 relâmpagos por minuto. |

| 6. CINTILANTE RÁPIDA Very Quick Os relampagos (cintilações) repetem-se com uma frequência compreendida entre 80 e 159 relâmpagos por minuto. |

| 7. CINTILANTE ULTRA-RÁPIDA Ultra Quick Os relâmpagos (cintilações) repetem-se com uma frequência igual ou superior a 160 relâmpagos por minuto. |

| 8. CÓDIGO MORSE Morse Code |

| 9. FIXA DE RELÂMPAGOS Fixed and flashing |

| 10. ALTERNADA Alternating |

Legenda
A coluna 'Exemplo' inclui:
- a) Característica Abreviada.
- b) Nº de ocorrências (relâmpago ou ocultação) dentro do grupo.
- c) Cor (conforme a tabela de cores).
- d) Período (em segundos, corresponde à duração total de cada cíclo).

Ex: Fl(3) R 15s (linha 4.3)
- a) Fl — Relâmpagos, flashing
- b) (3) — Agrupados (grupo de 3 relâmpagos)
- c) R — Vermelho, Red
- d) 15s — Duração total do cíclo, 15 segundos.

### No Brasil
O primeiro sistema de sinalização náutica a entrar em operação no Brasil foi o farol do antigo Palácio de Friburgo (1642), sede do governo holandês no Recife, em Pernambuco. Meio século depois, foi inaugurado em Salvador, na Bahia, o primitivo farol do Forte de Santo Antônio da Barra (1698), substituído no século XIX pela torre atual.

### Em Portugal
Portugal tem uma notável história marítima. Velejadores Portugueses lançaram e lideraram a Idade das Descobertas Europeias e os navios Portugueses têm vindo a encontrar o seu caminho de regresso a casa, a partir dos longínquos cantos do mundo, desde há cerca de 600 anos. Não surpreende que os faróis tenham desempenhado um papel importante na cultura Portuguesa, e que sejam hoje monumentos nacionais muito acarinhados.
Desde 1892 que está atribuída à Marinha Portuguesa a responsabilidade pela manutenção da rede de faróis na costa de Portugal.